# José Damen
Josina Regina Adriana Antonia Maria (José) Damen ('s-Hertogenbosch, 12 november 1959) is een voormalig topzwemster, die namens Nederland eenmaal deelnam aan de Olympische Spelen: 'Montreal 1976'
Damen, lid van zwemvereniging BZV uit 's-Hertogenbosch, wist in de grootste stad van Quebec geen potten te breken op haar individuele nummers, de 100 en 200 meter vlinderslag. Op beide onderdelen werd ze reeds in de series uitgeschakeld, met respectievelijk de 25ste (1.06,09) en de 20e (2.21,73) tijd.
Als lid van de estafetteploeg op de 4x100 meter wisselslag eindigde Damen daarentegen op de vijfde plaats (4.19,93), waarbij de Brabantse de vlinderslag (derde zwemster) voor haar rekening nam en een tijd van 1.05,16 neerzette. Haar collega's in die olympische finalerace waren start- en rugslagzwemster Diane Edelijn (1.05,11), schoolslagspecialiste Wijda Mazereeuw (1.13,36) en vrije-slagsprintster Enith Brigitha (56,30). 
Damen won als onderdeel van de estafetteploeg brons op het onderdeel wisselslag tijdens de Wereldkampioenschappen zwemsporten in Cali in 1975.

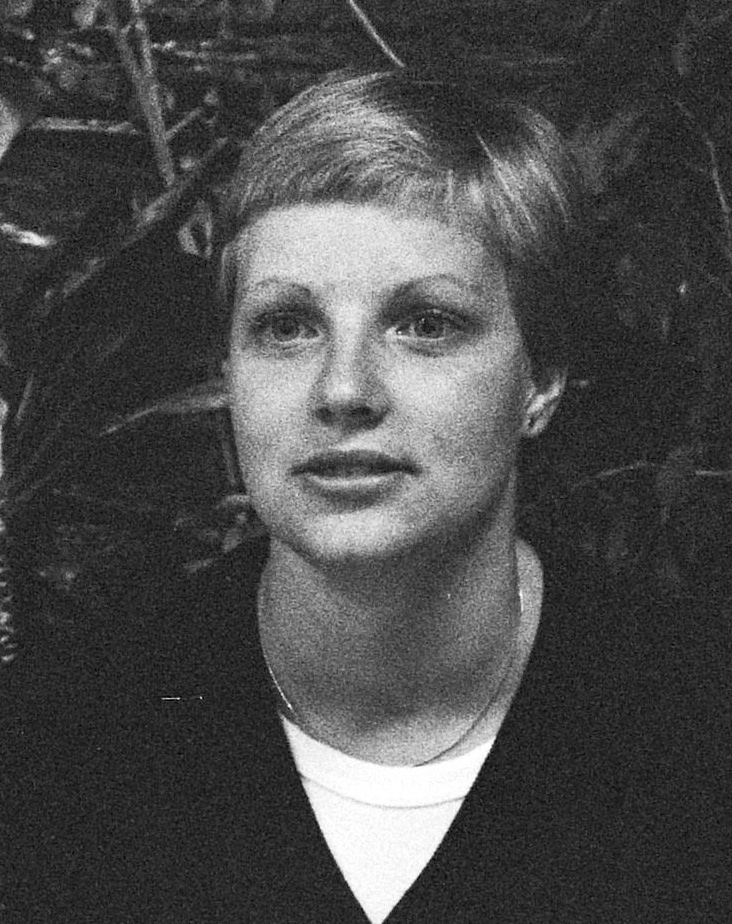
José Damen (1977)